# Opals

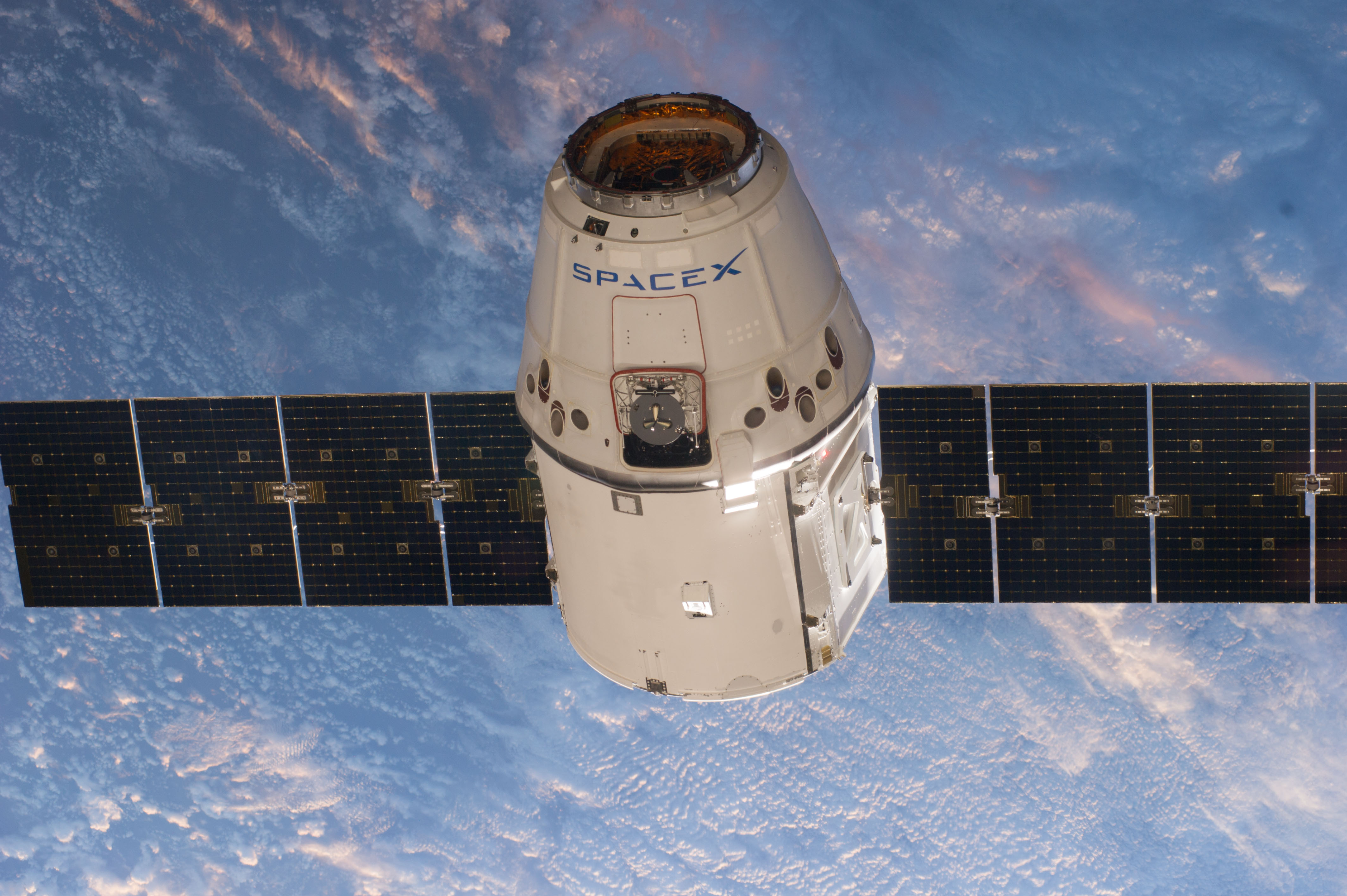
SpaceX CRS-3 Dragon arriveert bij het ISS

OPALS (Optical PAyload for Lasercom Science) is een experiment in het Internationaal Ruimtestation om laserstralen te gebruiken voor gegevensoverdracht vanuit de ruimte naar de aarde. Het experiment werd gelanceerd op 18 april 2014 met SpaceX Dragon Missie CRS-3. In plaats van radiogolven voor gegevensoverdracht wordt hier laserlicht gebruikt als drager voor de gegevens. De laser wordt gericht op een ontvangstation op aarde. Radiogolven hebben een snelheidslimiet waarmee gegevens kunnen doorgezonden worden. De moderne satellieten verzamelen echter zo massaal gegevens dat de mogelijkheden van radiogolven opgebruikt zijn wat betreft overdrachtssnelheid.

## OPALS
Lasercommunicatie zou de transmissiesnelheid van gegevens met een factor 10 tot 100 kunnen verhogen. Het experiment wordt aan de buitenzijde van het ISS bevestigd en zal gericht worden op een ontvangststation in Wrightwood, een plaats in de bergen nabij Los Angeles in Californië. Het instrument wordt gebouwd door het Jet Propulsion laboratory (JPL). Drie maanden na de installatie op het ISS zal het experiment beginnen. De besturing van het project zal door JPL gebeuren. JPL is een onderdeel van het California Institute of Technology.

## Het experiment
Er zal een video verzonden worden vanaf het ISS naar de optische communicatietelescoop (OCTL) in Wrightwood. Wanneer het ISS boven de telescoop komt zal een laserstraal vanaf de grond naar het ISS gestuurd worden. De apparatuur op het ISS zal deze straal detecteren en vasthouden door middel van een Closed Loop en een tweeassige cardanische ophanging. Dan wordt de video doorgestuurd gedurende 100 seconden.